# Paul Accola
Paul Accola (Davos, 20 de febrero de 1967) es un deportista suizo que compitió en esquí alpino.

## Trayectoria
Participó en cinco Juegos Olímpicos de Invierno, entre los años 1988 y 2002, obteniendo una medalla de bronce en Calgary 1988, en la prueba combinada, el cuarto lugar en Albertville 1992 (eslalon gigante), el sexto en Lillehammer 1994 (combinada), el séptimo en Nagano 1998 (eslalon gigante) y el sexto en Salt Lake City 2002 (combinada).
Ganó tres medallas en el Campeonato Mundial de Esquí Alpino entre los años 1989 y 2001.
En la Copa del Mundo consiguió siete victorias y veintiseis podios en total. Ganó la clasificación general de la Copa del Mundo en 1992.

## Palmarés internacional
| Juegos Olímpicos   | Juegos Olímpicos                   | Juegos Olímpicos  | Juegos Olímpicos |
| Año                | Lugar                              | Medalla           | Prueba           |
| ------------------ | ---------------------------------- | ----------------- | ---------------- |
| 1988               | Calgary (Canadá)                   | Medalla de bronce | Combinada        |
| Campeonato Mundial |                                    |                   |                  |
| Año                | Lugar                              | Medalla           | Prueba           |
| 1989               | Vail (Estados Unidos)              | Medalla de plata  | Combinada        |
| 1999               | Vail/Beaver Creek (Estados Unidos) | Medalla de bronce | Combinada        |
| 2001               | St. Anton (Austria)                | Medalla de bronce | Combinada        |